# Haplusia plumipes
Haplusia plumipes är en tvåvingeart som beskrevs av Karsch 1877. Haplusia plumipes ingår i släktet Haplusia och familjen gallmyggor. Inga underarter finns listade i Catalogue of Life.